# بیل ماهونی
بیل ماهونی (انگلیسی: Bill Mahony؛ زادهٔ ۱۶ سپتامبر ۱۹۴۹) شناگر اهل کانادا بود.
وی در مسابقات کشوری و بین‌المللی در مجموع برندهٔ ۲ مدال نقره، ۱ مدال برنز شده‌است.